# Либерда, Ян
Ян Либерда (пол. Jan Liberda; 26 ноября 1936, Бытом, Верхняя Силезия — 6 февраля 2020, Бытом, Силезское воеводство) — польский футболист, играл на позиции нападающего. После окончания карьеры футболиста — футбольный тренер. Большую часть карьеры провёл в клубе «Полония Бытом», лучший бомбардир клуба. Чемпион Польши 1954 и 1962 года, двукратный лучший бомбардир чемпионата Польши.

## Карьера игрока

### Клубная карьера
Ян Либерда родился в Бытоме и начал заниматься футболом в местном клубе «Огниво» (переименованном позже в «Полонию»). Однако его первый тренер не увидел в нём способностей к игре, и молодой футболист решил продолжить свои занятия в футбольной школе «Будовляны» в Хожуве. Но руководство клуба «Полония» сумело исправить ошибку тренера и вернуло Либерду в молодёжный состав клуба, где он и продолжил совершенствование своего футбольного мастерства. Дебютировал молодой футболист в высшем дивизионе в 1954 году в матче с клубом «Краковия» и постепенно стал одним из основных игроков нападения команды, а в дальнейшем и неформальным лидером клуба. Либерда дважды стал лучшим бомбардиром чемпионата: в 1959 году (вместе с Эрнстом Полем) и в 1962 году. В том же году он стал в составе своего клуба чемпионом Польши, завоевав первое место в финальном поединке с командой «Гурник Забже». Он получил звание лучшего футболиста 1962 года в Польше по версии газеты Sport. Либерда стал лучшим бомбардиром клуба, отметившись 146 забитыми мячами в чемпионате Польши, это восьмой показатель в истории польского футбола. В составе клуба он стал победителем ещё двух турниров: Международной футбольной лиги 1965 года и Кубка Раппана (предшественник Кубка Интертото) 1964 года. В 1969 году футболист играл в составе американского клуба «Чикаго Иглс», а в 1970—1971 годах играл в Нидерландах за клуб АЗ из Алкмара. Позже ненадолго вернулся в состав «Полонии», а в 1971 году завершил выступления.

### Выступления за сборную
В 1955 году Ян Либерда в составе юношеской сборной Польши участвовал в Юниорском турнире УЕФА, а в национальной сборной Польши первый матч сыграл 20 мая 1959 года в Гамбурге со сборной ФРГ (1:1). Он является единственным игроком Польши, который забивал сборной Бразилии на стадионе «Маракана», а также автором всех голов сборной в её южноамериканском турне 1966 года. Последний матч в составе сборной Либерда сыграл в 1967 году против СССР, после чего был обвинён в нарушении режима во время сборов команды и больше не приглашался в национальную сборную.

## Тренерская карьера
После завершения карьеры игрока Ян Либерда в 1971 году стал помощником тренера команды «Катовице». В 1973 и 1974 годах (с перерывом) он возглавлял клуб «Заглембе Сосновец». В 1977—1978 годах бывший нападающий возглавлял немецкий клуб «Шлосс-Нойхаус». В 1980—1982 годах Ян Либерда впервые возглавил свой родной клуб «Полония». После этого он снова работал в Германии, второй раз возглавил «Шлосс-Нойхаус», а в 1983—1984 годах возглавлял клуб «Ольденбург». В 1991—1992 годах Либерда второй раз возглавлял «Полонию».

## Смерть
В течение многих лет, с начала 2000-х, он страдал от болезни Альцгеймера. Он умер в своём родном городе 6 февраля 2020 года в возрасте 83 лет и был похоронен 11 февраля на Свято-Троицком кладбище в Бытоме.